# Túnel Göta
El Túnel Göta (en sueco: Götatunneln) es un túnel de carretera bajo el centro de la ciudad de Gotemburgo en Suecia. Posee 1.600 metros (5.200 pies) de largo. La construcción comenzó el año 2000 y se abrió para el tráfico de junio de 2006. El túnel se separa en dos sentido, cada uno con tres carriles de tráfico. El costo incluye la conexión por carretera que fue de 3 millones de coronas suecas. El túnel ha hecho posible que la ciudad de Gotemburgo pueda construir nuevos apartamentos y restaurantes justo al lado del paseo marítimo de la orilla sur del río Göta, que fue cortado antes por la carretera E45.